# 서면 (울릉군)
서면(西面)은 대한민국 경상북도 울릉군의 면이다. 1906년에 북면 태하리와 남면(현재 울릉읍)의 남양리, 남서리 지역을 통합하여 신설되었다. 넓이는 27.19 km2이고, 인구는 2017년 말 주민등록 기준으로 1,474 명이다.

## 행정 구역
- 남양리
- 남서리
- 태하리

## 지리
이 지역에는 미륵산이 자리잡고 있다.

## 문화재
- 울릉 남서동 고분군

## 천연기념물
- 대풍감의 향나무 자생지
- 통구미의 향나무 자생지